# طفل الشمس (فلم)
طفل الشمس (بالفرنسية: L'Enfant du Soleil)، هُو فيلم دراما تونسي صدر سنة 2014 وأخرجه الطيب الوحيشي.

## طاقم التمثيل
- محمد مراد في دور فافو.
- Mabô Kouyaté في دور يانيس.
- Sarra Hannachi في دور سونيا.
- هشام رستم في دور كاتب.
- جمال المداني.

## روابط خارجية
- طفل الشمس على موقع IMDb (الإنجليزية)
- طفل الشمس على موقع قاعدة بيانات الفيلم (الإنجليزية)
- طفل الشمس على موقع ليتربوكسد (الإنجليزية)